# The X Factor
The X Factor е албум на британската хевиметъл група Айрън Мейдън. Наречен е The X Factor, защото е десетият студиен албум на групата. По същата логика следващият се казва Virtual XI. Това е вторият албум на групата (след Piece of Mind), който не е кръстен на парче от албума.
The X Factor е първият албум на групата с новия им вокалист Блейз Бейли, тъй като Брус Дикинсън напуска групата, за да се отдаде на соловата си кариера. Според много от феновете на Мейдън това е най-мрачният, меланхоличен и тъжен албум на групата. Това е породено от факта, че басистът Стив Харис има проблеми в личния си живот (развежда се с жена си, баща му почива).
Турнето за албума (както и за следващия) е прекратено, тъй като Бейли получава остра алергична реакция от някои от газовете, които групата използва на сцената.
Обложката на албума показва операцията на Еди, за която е подготвян още в "Piece of Mind„. Тя също е една от най-популярните, вероятно поради насилствения и реалистичен вид, който има. Това е втората обложка, която не е нарисувана от Дерек Ригс и е уникална по рода си.
“Man on the Edge" и Lord of the Flies излизат като сингли.

## Състав
- Блейз Бейли – вокали
- Дейв Мъри – китара
- Яник Герс – китара
- Стив Харис – бас
- Нико Макбрейн – барабани
- Майкъл Кени – кийборд

## Място в Класациите
- Великобритания – 8
- Германия – 16
- Чехия – 27
- САЩ – 147